# 판토마스 (밴드)
판토마스(Fantômas)는 미국의 익스페리멘탈 메탈 밴드이다. 1998년 캘리포니아에서 결성되었다.

## 디스코그래피

### 정규 음반
- Fantômas (1999)
- The Director's Cut (2001)
- Delìrium Còrdia (2004)
- Suspended Animation (2005)